# 3085 Donna
3085 Donna este un asteroid din centura principală, descoperit pe 18 februarie 1980 de Harvard Observatory.